# Luigi Settembrini
Luigi Settembrini (Napoli, 17 aprile 1813 – Napoli, 4 novembre 1876) è stato uno scrittore e patriota italiano.

## Biografia

### I primi anni
Luigi Settembrini nacque a Napoli, in via Magnocavallo, figlio primogenito di Raffaele, avvocato, e di Francesca Vitale, figlia di un avvocato. Dopo di lui videro la luce Peppino, Vincenzo, Teresa, Alessandro e Giovanni. Il nonno paterno Vincenzo, anch'egli dedito alla professione forense, proveniva dal paese lucano di Bollita, l'odierna Nova Siri, in provincia di Matera.
Il padre aveva vissuto il periodo della Repubblica Partenopea del 1799, facendo la sentinella a Domenico Cirillo, Francesco Mario Pagano e Vincenzio Russo. Catturato, fu condotto in carcere, dove nemmeno l'intercessione paterna presso il maggiore Baccher poté dispensarlo dalla deportazione a Santo Stefano. Raffaele rimase sull'isola quattordici mesi, prima di poter tornare a Napoli.
Luigi fu educato dal padre alle idee liberali. Passò parte della fanciullezza a Caserta e studiò al collegio di Maddaloni, che aveva fama di essere uno dei migliori nel Regno delle Due Sicilie. Qui il ragazzo venne in contatto con un ambiente considerato successivamente fortemente bigotto e ipocrita, al punto da scrivere che gli alunni «imparano cose inutili, e non amano lo studio donde non traggono alcuna dolcezza, uscendo di collegio ignoranti ed increduli per istizza». Tuttavia, Settembrini riconobbe il valore di alcuni insegnanti che esercitarono su di lui una considerevole influenza. Nelle Ricordanze della mia vita, Settembrini ricorderà con ammirazione Vincenzo Amarelli, insegnante di storia, geografia e latino, capace di appassionare i discenti e di trasmettere loro l'amore per le materie impartite.
L'animo del Settembrini, naturalmente poetico e gentile, subì in questi anni l'influenza di un compagno di collegio, tal Luigi de Silva, provetto studente che lo avvicinò allo studio dei classici latini. Nel 1825, anno del Giubileo, i due rimasero fortemente impressionati dalle parole di un arciprete. Luigi si diede per un periodo a ferventissime pratiche religiose, con un rigore e un idealismo estremo, secondo il tipico atteggiamento di un ragazzo che vive la propria evoluzione spirituale. Furono mesi in cui Settembrini si dedicò alla preghiera con una regolarità e una precisione che sfioravano il fanatismo, come riconobbe quando, prese le distanze dall'ipocrisia di certi ambienti clericali, approdò a una fede matura e convinta. Il padre, intanto, preoccupato per la "crisi mistica" del figlio, decise di toglierlo dal collegio alla fine del 1826 e lo inviò in un istituto partenopeo.

### Gli studi superiori e l'impegno patriottico

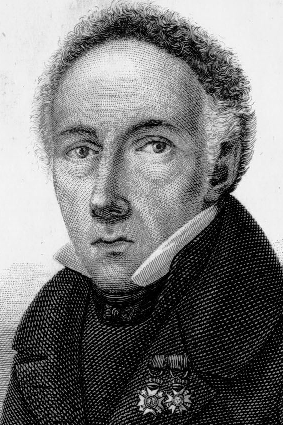
Pasquale Galluppi

Furono anni lieti che videro il ragazzo compiere i primi passi verso la vita adulta. Un triste evento, tuttavia, spezzò nel 1830 la serenità degli anni giovanili: il padre era gravemente malato, e Luigi dovette correre a Caserta, dove Raffaele si spense il 26 settembre. Con il fratello Giovanni, Settembrini andò a Santa Maria di Capua per intraprendere studi di legge. L'ingegnere Filippo Giuliani, marito di una zia materna, si prese cura di loro. Accolto nello studio di Nicola Tucci, un amico calabrese del padre, Luigi cominciò a fare pratica e ad avvedersi piuttosto rapidamente di quanto poco si sentisse portato per il diritto e di come in mezzo a liti, clienti, carte e giudici stesse «come l'asino in mezzo ai suoni». Ottenne la difesa di poveri accusati di aver rubato del cibo. Conscio della disperazione che li aveva portati al gesto, Settembrini li difese con tutte le sue forze, senza evitare la loro condanna. Ulteriormente disgustato dal foro, tornò a Napoli «col fermo proponimento di farmi piuttosto tagliar le mani che toccar codici e processi». Se la «scuola di leggi» non lo affascinò, gli riservò tuttavia un incontro fondamentale per gli anni futuri: quello con Benedetto Musolino, cui si legherà di fraterna amicizia.
A Napoli, dove fu iniziato giovanissimo in massoneria nella Loggia Figliuoli della Giovine Italia per poi divenire Maestro venerabile della Loggia La Libbia d'Oro, si iscrisse all'Università e poté finalmente dedicarsi ai prediletti studi umanistici. Frequentò anche la scuola di Basilio Puoti, diventando uno tra i suoi più stimati allievi. All'università ebbe professori illustri: il più celebre fu il filosofo Pasquale Galluppi.
Queste antiche influenze di derivazione illuministica connoteranno sempre le sue analisi e le sue scelte in campo politico, caratterizzate da una concezione elitaria del progresso politico, dalla convinzione della necessità di un'educazione del popolo dall'alto, dall'ideale di un governo forte e dai tratti paternalistici.

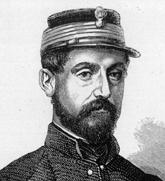
Benedetto Musolino

Conobbe in questi anni anche Raffaella Luigia Fucitano (o Faucitano), adolescente di modesta famiglia che i genitori volevano destinare alla vita claustrale. Settembrini, che si innamorò subito della sua dolcezza, avanzò la proposta di matrimonio promettendo di ottenere una cattedra come professore, e superò le resistenze dei Fucitano e della stessa fanciulla, ormai lieta di consacrare la propria vita a Dio. Quando nell'estate 1835 il giovane vinse il concorso per la cattedra di eloquenza al liceo di Catanzaro ricevette da Gigia, come verrà sempre ricordata nell'opera autobiografica, il primo bacio, «che mi accese una luce che io ho tenuta sempre innanzi agli occhi miei, e la terrò sino all'ultimo dei miei giorni». Così, l'8 ottobre 1835 i due si sposarono: Raffaella aveva appena diciassette anni. Insieme si trasferirono a Catanzaro nel mese di novembre. Due anni più tardi la vita di coppia fu allietata l'8 aprile dalla nascita di un figlio il cui nome rivela chiaramente i gusti artistici del padre: Raffaele Michelangelo Tiziano Settembrini (il primo nome è naturalmente anche un omaggio al padre). Sempre nel 1837, tuttavia, i due sposi conosceranno gli stenti e la sofferenza in seguito all'incarcerazione di Settembrini.
A Catanzaro Settembrini entrò infatti in contatto con gli ambienti mazziniani: con l'amico Musolino fondò la setta Figliuoli della Giovine Italia ma nel 1837 fu arrestato e accusato di cospirazione. Imprigionato, trascorse tre anni nel carcere napoletano di Santa Maria Apparente, dov'era rinchiuso anche Musolino. Uscito di prigione riprese ad insegnare privatamente fino a quando la ripresa dei moti risorgimentali lo coinvolgeranno nuovamente.

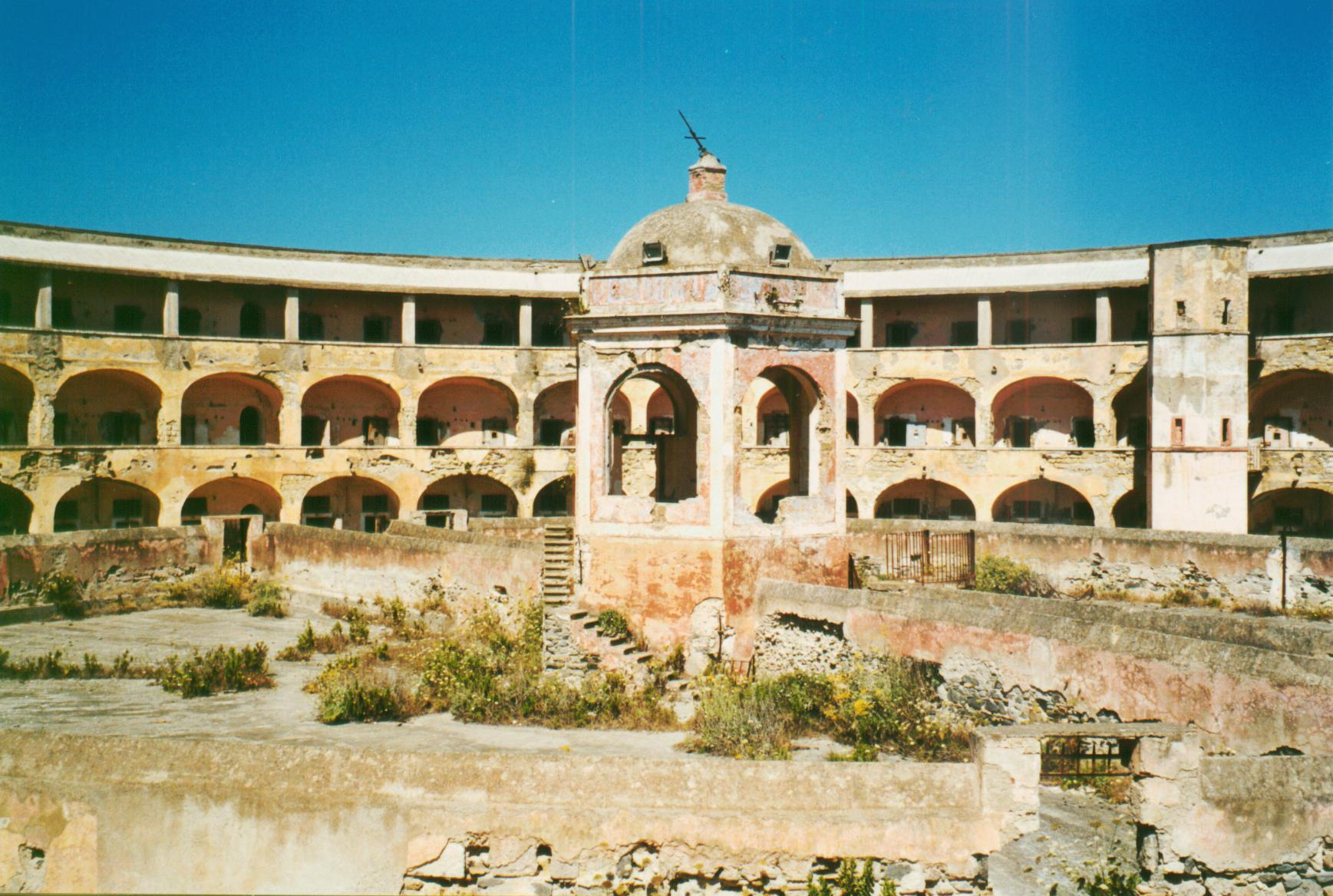
Rovine del carcere di Santo Stefano

Tra il 1847 e il 1848 intervenne attivamente con i suoi scritti nel dibattito politico scrivendo il suo più famoso pamphlet, ispirato ai fatti di Romagna di Massimo d'Azeglio Protesta del popolo delle due Sicilie; pur essendo pubblicato in forma anonima, lo costrinse, a causa dei sospetti suscitati, a rifugiarsi a Malta. Partecipò in seguito, in prima persona, al governo costituzionale come ministro della pubblica istruzione, diventando membro della Grande Società dell'Unità d'Italia.
Nel 1849, con la restaurazione borbonica fu nuovamente arrestato e portato in carcere a Montefusco (dove soggiornò con Carlo Poerio, Michele Pironti, Sigismondo Castromediano, Saverio Barbarisi, Nicola Palermo e altri patrioti) con la condanna di morte commutata in seguito in ergastolo. Tra il 1851 e il 1859, durante gli anni di prigionia scontati sull'isola di Santo Stefano, tradusse i dialoghi completi di Luciano e scrisse un breve romanzo ambientato nell'antica Grecia dal titolo I neoplatonici, pubblicato postumo nel 1977, che per l'argomento erotico omosessuale contrasta con l'immagine austera che la critica ha sempre dato dello scrittore-patriota.
Nel 1859 fu avviato alla deportazione negli Stati Uniti ma il figlio Raffaele riuscì a far dirottare la nave in Irlanda a Queenstown (oggi Cobh) e poi in Inghilterra, liberando così Settembrini e altri 67 condannati (tra cui Poerio, Pironti, Sigismondo Castromediano, Silvio Spaventa, Emilio Maffei, Nicola Schiavoni, Nicola Palermo e Salvatore Faucitano). Settembrini, a richiesta di Cavour, restò a Londra, tornando in Italia al momento dell'unificazione.

### Gli ultimi anni

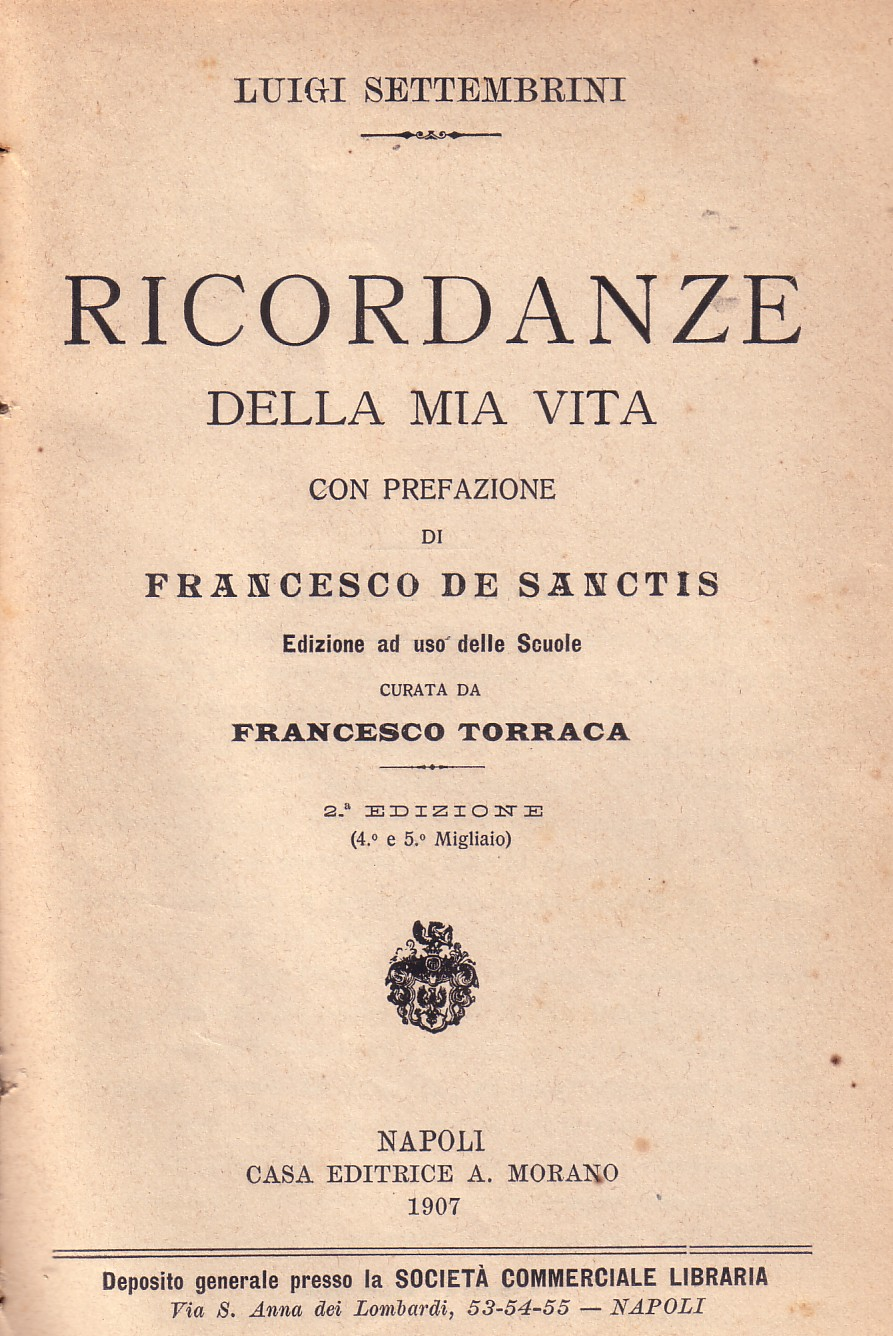
Ricordanze della mia vita, con prefazione di De Sanctis

Nel 1860 fu professore di letteratura italiana presso l'Università di Bologna e dal 1861 insegnò all'Università di Napoli diventandone in seguito rettore. Durante la sua attività nell'ateneo napoletano, rammaricato per il disfacimento degli istituti e dei costumi napoletani a seguito dell'Unità d'Italia, agli studenti che si lamentarono di alcuni regolamenti e dell'iniquità nella distribuzione dei fondi scolastici, egli rispose: «Colpa di Ferdinando II!». Gli studenti stupiti gli chiesero le motivazioni ed egli replicò: «Se avesse fatto impiccare me e gli altri come me, non si sarebbe venuto a questo!».
Nel 1861 Settembrini pubblicò le opere di Luciano di Samosata riuscendo inoltre a portare a termine il progetto che aveva abbozzato negli anni precedenti con Della letteratura italiana libri IV. Sua intenzione, dichiarata nel discorso Dello scopo civile della letteratura dell'8 aprile 1848, era infatti quella di scrivere una storia della letteratura italiana per le generazioni di giovani post-risorgimentali. Tra il 1866-1872 vennero pubblicati i tre volumi delle Lezioni di letteratura italiana, che Luigi Negri considerava la sua opera capitale:" Il concetto direttivo di tutta la trattazione fa capo alla dottrina neo-ghibellina, in quanto in Italia la storia della civiltà, e quindi anche delle lettere, riflette una lotta di otto secoli fra il Papato e l'Impero. L'opera va giudicata nell'ambito dell'epoca in cui venne scritta: siamo in presenza di correnti di pensiero e di tendenze proprie dell'ultimo romanticismo, per le quali l'estetica e l'indagine storica sono un'espressione del patriottismo".
Con lo stesso impegno civile messo nella stesura della sua letteratura italiana il Settembrini lavorò ininterrottamente ad un'altra importante opera, le Ricordanze della mia vita, che verranno pubblicate postume dall'editore Morano con la guida dell'amico Francesco De Sanctis. Settembrini fu collaboratore dell'Italia e de Il Piccolo e nel 1866 direttore de Lo Stivale. Il 6 novembre 1873 venne nominato senatore. Tra le altre sue opere si ricorda l'Elogio del marchese Basilio Puoti del 1847, le Opere di Luciano voltate in italiano pubblicate in tre volumi da Le Monnier tra il 1861-1862, Il Novellino di Masuccio Salernitano restituito alla sua antica lezione del 1874 e le Lettere dall'ergastolo (1851-1858), scritte per la massima parte alla moglie "Gigia".
Alla sua morte, il corpo di Settembrini fu trattato con una speciale tecnica di mummificazione dallo scienziato Efisio Marini (1835-1900).

## Aneddoti letterari
Nel suo romanzo La montagna incantata del 1924, Thomas Mann chiama "Settembrini" un personaggio della massoneria che rappresenta l'ideale attivo e positivo dell'illuminismo, dell'umanesimo, della democrazia, della tolleranza e dei diritti umani. Benedetto Croce riteneva che Thomas Mann intendesse fare un riferimento a Luigi Settembrini. Di fatto però lo scrittore tedesco, in un colloquio con Croce, dirà di aver composto il nome "Settembrini" derivandolo dalla data della presa di Roma il 20 settembre 1870, ignorando l'esistenza di Luigi Settembrini.